# Пула (Сардиния)
Пу́ла (итал. Pula) — коммуна в Италии, располагается в регионе Сардиния провинции Кальяри.
Население составляет 7200 человек (2008), плотность населения составляет 47 чел./км². Занимает площадь 139 км². Почтовый индекс — 9010. Телефонный код — 070.
Покровителем коммуны почитается святой Иоанн Креститель, празднование 24 июня.

## Демография
Динамика населения:

## Администрация коммуны
- Официальный сайт: http://www.comune.pula.ca.it/